# Sergio Ariel Escudero
Sergio Ariel Escudero ou Sergio Escudero (em Língua japonesa: エスクデロ・セルヒオ, pronúncia-se: Esukudero Seruhio; Granada, 1 de setembro de 1988) é um futebolista espanhol, naturalizado japônes que joga como atacante ou meia. Atualmente, joga pelo Kyoto Sanga.

## Títulos
Urawa Red Diamonds
- J. League Division 1: 2006
- Copa do Imperador: 2005, 2006
- Liga dos Campeões da AFC: 2007
- Supercopa Japonesa: 2006